# 博阿维亚任
博阿维亚任（葡萄牙語：Boa Viagem）是巴西塞阿拉州的一个市镇。总面积2836.774平方公里，总人口51792人，人口密度18.3人/平方公里。